# Amorpha canescens
Amorpha canescens  es un arbusto de la familia de las fabáceas. Se distribuye por Norteamérica.  

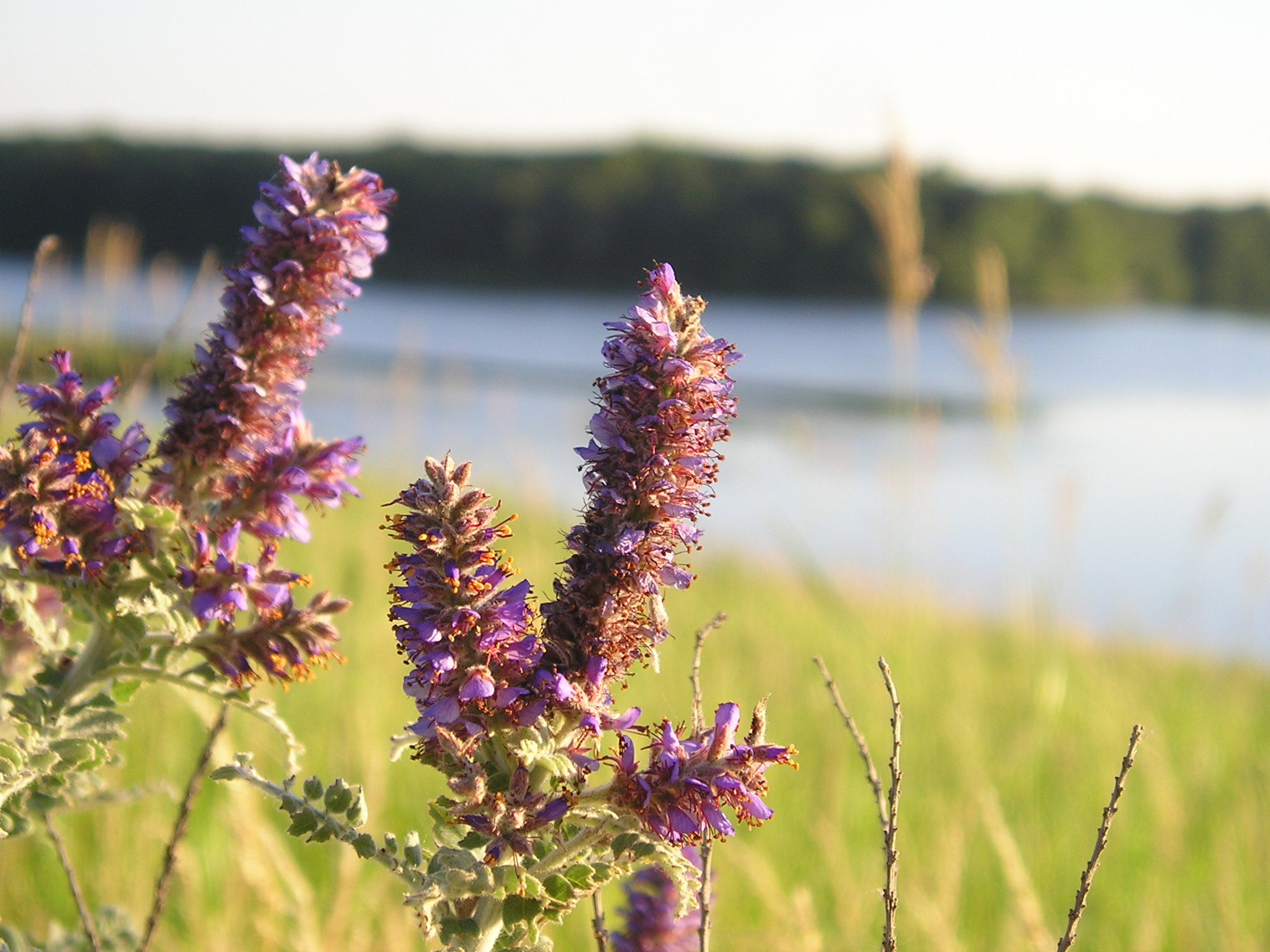
Detalle de la inflorescencia

## Descripción
Es un arbusto de hoja caduca que alcanza un tamaño de 30-90 cm de altura. Tiene flores de color púrpura muy pequeñas que se agrupan en racimos . Las hojas compuestas de esta planta parecen de plomo debido a su densa pilosidad. Las raíces pueden crecer más de 1,2 m de longitud. Esta planta crece en suelos bien drenados de las praderas, acantilados y bosques abiertos.

## Usos
Amorpha  canescens fue utilizada por varios pueblos indígenas para tratar una serie de problemas médicos. Además, los Siux oglala utilizan las hojas tanto como un té como una mezcla para fumar cuando se combina con grasa de búfalo.

## Taxonomía
Amorpha canescens fue descrita por Frederick Traugott Pursh y publicado en Flora Americae Septentrionalis; or, . . . 2: 467, en el año 1814[1813].
Etimología
Amorpha: nombre genérico que deriva de la palabra griega amorphos que significa "deformado", en alusión al solo pétalo de la flor.
canescens: es un término latíno que significa "de color gris" (canoso).
Sinonimia
- Amorpha brachycarpa E.J.Palmer
- Amorpha canescens Pursh f. canescens
- Amorpha canescens Pursh f. glabrata (A.Gray) Fassett
- Amorpha canescens Pursh var. glabrata A.Gray[7]